# Rien de Reede
Marinus Henri (Rien) de Reede (Leiden, 2 maart 1942) is een Nederlands fluitist.
Hij is zoon van boekhouder Marinus Henri de Reede en Agatha Japikje van der Stoel, wonende aan de Haagweg. De Reede is de partner van Thies Roorda, die ook fluitist is.

## Jeugd
Hij zat op jeugdige leeftijd in Kunst en Genoegen, vertrok er, maar keerde weer terug. Hij doorliep inmiddels de HBS in Leiden en moest vervolgens zijn dienstplicht vervullen bij de Koninklijke Landmacht. In die periode bleef hij fluit studeren. Aan het eind van zijn dienstplicht kwam de keus tussen Franse Taal en Letterkunde of fluit; het werd fluit. Hij startte bij Johan Feltkamp en begon een zevenjarig opleidingstraject bij Koos Verheul , leerling van Feltkamp, fluitist van het Residentie Orkest en docent aan het Brabants Conservatorium in Tilburg. In privétijd volgden er ook lessen van André Jaunet in Zürich.

## Activiteiten

### Orkest
Zijn orkestcarrière startte bij het Kunstmaandorkest. Hij maakte in die jaren ook een concertreis naar Zweden en maakte toen ook kennis met hedendaagse muziek. Ook in andere ensembles was hij te horen, van het Nederlands Kamerorkest tot aan het Amsterdams Philharmonisch Orkest, In 1972 begon een lang tijdvak tot 2003 bij het Koninklijk Concertgebouw, beginnend als remplaçant tijdens een Amerikaanse tournee, vervolgens tweede fluitist (tevens altfluit) opklimmend naar eerste fluitist en solofluitist.

### Kamermuziek
De Reede is ook actief als kamermusicus. Hij speelde in het Viotta Ensemble van het Koninklijk Concertgebouworkest en Quartetto Amsterdam, een kwartet voor fluit en strijktrio. Hij was meer dan 10 jaar lid van het "oude" Nederlands Blazers Ensemble, waarmee hij tournees maakte naar onder andere de Verenigde Staten en Engeland en een tournee met Steve Reich en zijn ensemble.
Met Bob van Asperen, klavecimbel, had hij gedurende meer dan twintig jaar een concertcyclus in de Waalse Kerk in Amsterdam met de composities voor fluit van Johann Sebastian Bach en later ook ander 18e-eeuws kamermuziekrepertoire.
Hij houdt zich met name bezig met repertoire uit de 18e eeuw en de 20e eeuw. Veel componisten uit Nederland en daarbuiten schreven voor hem, zoals Rudolf Escher, Theo Loevendie, Tristan Keuris, Isang Yun, Jean Françaix, Gottfried Michael Koenig en Per Nørgard. Bijna al deze stukken werden ook op cd opgenomen. Concerten van Antonio Vivaldi, Wolfgang Amadeus Mozart en André Jolivet zijn  uitgezonden op de Nederlandse televisie.

### Pedagoog
De Reede is hoofdvakdocent fluit en kamermuziek aan het Koninklijk Conservatorium in Den Haag. Daarnaast gaf hij masterclasses in Duitsland, Engeland, Portugal, Italië, Japan en de Verenigde Staten. Voorts was hij oprichter van het Jeugdkamerorkest Leiden.
De Reede redigeerde uitgaven van bladmuziek en boeken over de fluit bij Amadeus Verlag (Zwitserland), Riverberi Sonori (Rome), Broekmans & Van Poppel en Knuf, zoals A Catalogue of Dutch Flute Music (co-editor: Frans Vester), Die Flöte in der Allgemeine musikalische Zeitung en Concerning the Flute.